# Heinz Evelt
Heinz Evelt (* 8. November 1902 in Mannheim; † eventuell in den 1940er Jahren) war ein deutscher Schauspieler bei Bühne und Film.

## Leben und Wirken
Evelt, ein Sohn des Kaufmanns Heinrich Evelt und dessen Frau Luise, geb. Ziegler, stand seit der ersten Hälfte der 1920er Jahre auf der Bühne, in der Spielzeit 1924/25 ist er am Stadttheater der österreichischen Stadt Villach nachweisbar und reüssierte im Frühling des darauf folgenden Jahres mit dem Stück Die Bajadere. In der anschließenden Spielzeit wechselte er nach Deutschland und folgte einer Verpflichtung an das Stadttheater von Meißen. In den Folgejahren sah man Heinz Evelt unter anderem am Osnabrücker Stadttheater und am Münchner Volkstheater.
In der bayerischen Landeshauptstadt wurde Heinz Evelt, zeitgleich mit der Machtergreifung durch die Nationalsozialisten 1933, für den Film entdeckt, und er trat in dem tendenziösen Kriegsfilm Stoßtrupp 1917 erstmals vor die Kamera. In diesem die Soldatenkameradschaft heroisierenden Streifen verkörperte er einen Weltkriegsteilnehmer im Schützengraben der Westfront. Seine bekannteste Rolle wurde 1936 der zentrale Part des Hadschi Halef Omar in der frühen Karl-May-Verfilmung Durch die Wüste. Dennoch konnte sich der schmächtige Darsteller auf der Leinwand nicht wirklich durchsetzen, und er kehrte bald zur Bühne zurück.
Nach seinen Stippvisiten beim Film folgte Heinz Evelt 1937 einem Ruf an das Stadttheater von Aachen, wo er nicht nur als Schauspieler, sondern nunmehr erstmals auch als Regisseur arbeiten durfte. In den drei Folgespielzeiten (1938–1941) wirkte der Künstler als Schauspieler und Sänger am National-Theater von Mannheim. Während des Zweiten Weltkriegs trat Evelt sowohl als Schauspieler als auch als Regisseur am Stadttheater von Aussig (1941/42) in Erscheinung. Sein letztes Engagement führte Heinz Evelt in der Spielzeit 1943/44 an das Schauspielhaus im oberschlesischen Königshütte. Danach verliert sich seine Spur.
Ab 1939 war Evelt mit seiner Berufskollegin Hansi Thoms verheiratet.

## Filmografie (komplett)
- 1933: Stoßtrupp 1917
- 1934: Schach der Eva
- 1934: Um das Menschenrecht
- 1936: Durch die Wüste
- 1937: Die gelbe Flagge
- 1942: Diesel